# Gandesa
Gandesa é um município da Espanha na comarca de Terra Alta, província de Tarragona, comunidade autónoma da Catalunha. Tem 71,2 km² de área e em 2021 tinha 3 098 habitantes (densidade: 43,5 hab./km²).

## Demografia
| Variação demográfica do município entre 1991 e 2004[carece de fontes?] | Variação demográfica do município entre 1991 e 2004[carece de fontes?] | Variação demográfica do município entre 1991 e 2004[carece de fontes?] | Variação demográfica do município entre 1991 e 2004[carece de fontes?] |
| ---------------------------------------------------------------------- | ---------------------------------------------------------------------- | ---------------------------------------------------------------------- | ---------------------------------------------------------------------- |
| 1991                                                                   | 1996                                                                   | 2001                                                                   | 2004                                                                   |
| 2651                                                                   | 2668                                                                   | 2641                                                                   | 2882                                                                   |